# خوسيه كاريراس
خوسيه كاريراس (بالإسبانية: José Carreras) مُغنٍ أوبرالي إسباني ولد 5 ديسمبر 1946 في برشلونة. يعتبر أحد أهم المغنين الأوبرالين التينور Tenor في النصف الثاني من القرن العشرين.كان والده جمهوريا ولذا فإن نظام فرانكو فصله بعد الحرب من سلك التدريس. قررت العائلة الهجرة إلى الأرجنتين من أجل فرص حياة أفضل ولكنها عادت بعد عام إلى برشلونه مرة أخرى. بدأ خوسه كاريراس بدراسة الكيمياء ولكنه غير دراسته إلى الغناء بعد فترة وجيزة.

## بين خوسه وجوسب
و الاسم «خوسه» هو النسخة الأسبانية من الاسم الكاتلوني «جوسب» Josep ورغم أن كاريراس مايزال يسمي نفسه جوسب إلا أنه صرح أنه كان مضطرا لتغيير اسمه الممنوع في إسبانيا فرانكو.

## مرض اللوكيميا
مرض كاريراس في الثمانينات ب اللوكيميا وكان على وشك الموت، إلا أنه تم إجراء عملية زرع نخاع شوكي له ونجحت العملية وأنقذت حياته. أسس بعد ذلك مؤسسة للعناية بمرضى اللوكيميا ونشر الوعي به. ويقيم كاريراس سنويا أمسية في لايبزيغ في ألمانيا من أجل دعم المؤسسة وفتح خطوط تبرع لها. وتعتبر تلك الأمسية الغنائية من أنجح البرامج الحية من حيث عدد المشاهدين في ألمانيا.

## علاقته بكاتلونيا ونادي برشلونه
كاريراس مشجع عريق لنادي برشلونه ومن المتحمسين له. وكما صرح في إحدى المقابلات فأن تشجيعه ل برشلونه يتجاوز كرة القدم لأن بروز النادي هو كل ما كان مسموح به في زمن فرانكو للتصريح بالهوية الكاتلانية.

## روابط خارجية
- خوسيه كاريراس على موقع IMDb (الإنجليزية)
- خوسيه كاريراس على موقع الموسوعة البريطانية (الإنجليزية)
- خوسيه كاريراس على موقع مونزينجر (الألمانية)
- خوسيه كاريراس على موقع ألو سيني (الفرنسية)
- خوسيه كاريراس على موقع ميوزك برينز (الإنجليزية)
- خوسيه كاريراس على موقع أول موفي (الإنجليزية)
- خوسيه كاريراس على موقع قاعدة بيانات الأفلام السويدية (السويدية)
- خوسيه كاريراس على موقع إن إن دي بي (الإنجليزية)
- خوسيه كاريراس على موقع أول ميوزيك (الإنجليزية)
- خوسيه كاريراس على موقع ديسكوغز (الإنجليزية)